# Parlamentswahl in Åland 1995
- SOC: 4
- C: 9
- LIB: 8
- FS: 6
- ObS: 3

Die Parlamentswahl in Åland 1995 fand am 15. Oktober 1995 statt.
Die Sozialdemokraten schieden nach den Wahlen aus der Regierung mit dem Zentrum und der Freisinnigen Zusammenarbeit aus.

## Wahlsystem
Die Wahl der 30 Mitglieder des Lagting erfolgte durch Verhältniswahlrecht, wobei die Sitze nach den D’Hondt-Verfahren ermittelt wurden.

## Parteien
Folgende fünf Parteien traten zur Wahl an:
| Partei | Partei                                                | Ausrichtung           |
| ------ | ----------------------------------------------------- | --------------------- |
|        | Åländisches Zentrum Åländsk Center (C)                | sozialliberal         |
|        | Liberale auf Åland Liberalerna på Åland (LIB)         | liberal               |
|        | Freisinnige Zusammenarbeit Frisinnad Samverkan (FS)   | liberal, konservativ  |
|        | Ålands Sozialdemokraten Ålands Socialdemokrater (SOC) | sozialdemokratisch    |
|        | Ungebundene Sammlung Obunden Samling (ObS)            | konservativ, souverän |

## Wahlergebnis
| Partei                                  | Partei                          | Stimmen | Stimmen | Stimmen | Sitze  | Sitze |
| Partei                                  | Partei                          | Anzahl  | %       | +/−     | Anzahl | +/−   |
| --------------------------------------- | ------------------------------- | ------- | ------- | ------- | ------ | ----- |
|                                         | Åländisches Zentrum (C)         | 3.118   | 27,8    | −2,4    | 9      | −1    |
|                                         | Liberale auf Åland (LIB)        | 2.981   | 26,6    | +3,7    | 8      | +1    |
|                                         | Freisinnige Zusammenarbeit (FS) | 2.310   | 20,6    | +0,8    | 6      | ±0    |
|                                         | Ålands Sozialdemokraten (SOC)   | 1.711   | 15,2    | +0,7    | 4      | ±0    |
|                                         | Ungebundene Sammlung (ObS)      | 1.104   | 9,8     | +0,1    | 3      | ±0    |
|                                         | Gesamt                          |         | 100,0   |         | 30     |       |
| Wahlberechtigte                         |                                 |         |         |         |        |       |
| Wahlbeteiligung                         | Wahlbeteiligung                 | 62,5 %  |         |         |        |       |
| Abgegebene Stimmen                      |                                 |         |         |         |        |       |
| Ungültige Stimmen                       |                                 |         |         |         |        |       |
| Quelle: Parties and Elections in Europe |                                 |         |         |         |        |       |